# Terance Mann
Terance Mann (ur. 18 października 1996 w Nowym Jorku) – amerykański koszykarz, występujący na pozycji niskiego skrzydłowego, aktualnie zawodnik Los Angeles Clippers.

## Osiągnięcia
Stan na 1 października 2019, na podstawie, o ile nie zaznaczono inaczej.
NCAA
- Uczestnik rozgrywek:
  - Elite Eight turnieju NCAA (2018)
  - Sweet 16 turnieju NCAA (2018, 2019)
  - II rundy turnieju NCAA (2017–2019)
- Zaliczony do:
  - I składu turnieju:
    - Jamaica Classic (2017)
    - AdvoCare Invitational (2018)
    - regionalnego Zachodu NCAA (2018)

  - II składu ACC (2019)
  - składu honorable mention ACC (2018, 2019)